# Maya Sansa
Maya Sansa (* 25. September 1975 in Rom) ist eine italienische Schauspielerin.

## Leben
Sansa wurde in Rom als Tochter eines iranischen Vaters und einer italienischen Mutter geboren. Im Alter von 14 Jahren begann sie an ihrer Schule, dem Gymnasium Virgilio, mit dem Schauspiel. Nach ihrem Abschluss belegte sie bei Rodney Archer 1994 in London  den Shakespeare-Zusatzkurs und 1995 den zweijährigen Schauspielkurs Two years acting course City Lit. Anschließend studierte Sansa an der Londoner Guildhall School of Music and Drama. Nach ihrem Abschluss wurde sie von Marco Bellocchio für den 1999 erschienenen Film La Balia engagiert. Mit Bellocchio drehte sie 2003 Buongiorno, notte und 2012 Bella addormentata. 2001 agierte sie im Film Benzina (Regie: Monica Stambrini) und 2003 in Die besten Jahre (Regie: Marco Tullio Giordana).
A.O. Scott nannte Sansa in einem Artikel der New York Times vom 2. Mai 2004 eine Nachfolgerin „der großen Leinwanddiven der Vergangenheit“
Mit Female Agents – Geheimkommando Phoenix (2008), Molière auf dem Fahrrad (2013),  Ein königlicher Tausch (2017), La Vérité – Leben und lügen lassen (2019) und Irma Vep (2022) erschienen neben Die besten Jahre (2003) weitere Filme mit Sansas Beteiligung in deutschsprachiger Fassung. 2023 übernahm Sansa im Fernseh-Thriller Sei donne – Il mistero di Leila die Rolle der PM Anna Conti.
Sansa lebt mit ihrem Partner Fabrice Scott und der gemeinsamen Tochter Talitha in Paris.

## Synchronstimme
Sansa wurde bisher von Diana Borgwardt, Katrin Zimmermann, Claudia Urbschat-Mingues, Marion Martienzen, Christin Marquitan, Nicole Hannak, Demet Fey, Marion von Stengel und Sanam Afrashteh synchronisiert.

## Filmografie
- 1999: La balia
- 2000: Lupo mannaro (Fernsehfilm)
- 2000: Un filo di passione (Kurzfilm)
- 2000: Nella terra di nessuno
- 2001: Benzina
- 2001: La vita degli altri
- 2003: Die besten Jahre (La meglio gioventù)
- 2003: Il vestito da sposa
- 2003: My Father's Garden (Kurzfilm)
- 2003: Buongiorno, notte
- 2003: Stessa rabbia, stessa primavera
- 2004: …a levante
- 2004: L'amore ritrovato
- 2005: Contronatura
- 2005: In ascolto
- 2006: Jamal (Kurzfilm)
- 2006: Sartre, l'âge des passions (Fernsehserie)
- 2007: Fuori dalle corde
- 2008: Female Agents – Geheimkommando Phoenix (Les Femmes de l'ombre)
- 2008: Die dritte Dimension (La Troisième partie du monde)
- 2008: Einstein (Fernsehfilm)
- 2008: In den Seilen (Il prossimo tuo)
- 2009: Villa Amalia
- 2009: David Copperfield (Fernsehfilm)
- 2009: L'uomo che verrà
- 2010: Two Sunny Days
- 2010: Rendez-vous avec un ange
- 2010: La pecora nera
- 2010: Un altro mondo
- 2011: Voyez comme ils dansent
- 2011: Il primo uomo
- 2012: The Woman Dress (Kurzfilm)
- 2012: Bella addormentata
- 2012: Breve storia di lunghi tradimenti
- 2013: Molière auf dem Fahrrad (Alceste à bicyclette)
- 2013: Caro Paolo (Kurzfilm, Sprecherin)
- 2013: Die große Freiheit (La belle vie)
- 2013: Des étoiles
- 2015: Storie sospese
- 2015: In Treatment – Der Therapeut (In Treatment, Fernsehserie, 1 Episode)
- 2015–2018: Tutto può succedere (Fernsehserie, 41 Episoden)
- 2016: La verità sta in cielo
- 2016: Amo la tempesta
- 2017: Ein königlicher Tausch (Lo scambio di principesse)
- 2018: Collateral (Miniserie, 2 Episoden)
- 2019: La Vérité – Leben und lügen lassen (La vérité)
- 2019: Operation Red Snake (Sœurs d'armes)
- 2019: I ragazzi dello Zecchino d'oro (Fernsehfilm)
- 2019: The App
- 2020: Lasciami andare
- 2020: Io ti cercherò (Fernsehserie, 8 Episoden)
- 2021: Sicherheit (Security, Fernsehfilm)
- 2021: Das Pfauenparadies (Il paradiso del pavone)
- 2021: Ma nuit
- 2022: Azuro
- 2022: Revoir Paris
- 2022: Irma Vep (Miniserie, 1 Episode)
- 2023: Sei donne Il mistero di Leila (Miniserie, 6 Episoden)
- 2023: Le mie ragazze di carta
- 2023: Con la grazia di un Dio
- 2023: Les indociles (Fernsehserie, 3 Episoden)

## Auszeichnungen
Sansa wurde mehrfach für Filmpreise nominiert und gewann einige dieser Auszeichnungen.
2004 wurde sie gemeinsam mit Jasmine Trinca, Adriana Asti und Sonia Bergamasco mit dem Nastro d’Argento als Beste Hauptdarstellerin für Die besten Jahre ausgezeichnet. Am 14. Juni 2013 wurde Sansa als beste Nebendarstellerin mit dem italienischen Filmpreis David di Donatello für den Film Bella addormentata ausgezeichnet.